# В мирные дни
«В ми́рные дни» — советский остросюжетный художественный фильм, снятый режиссёром Владимиром Брауном по сценарию Иосифа Прута на Киевской киностудии в 1950 году. Сталинская премия III степени (1952) режиссеру В. Брауну.

## Съёмки
На съёмочной площадке фильма были собраны впоследствии самые яркие звёзды кино: Андрей Сова, Вячеслав Тихонов, Вероника Васильева, Георгий Юматов, Элина Быстрицкая. Фильм стал дебютом в кино для Элины Быстрицкой. Кроме того, в фильме снимался ставший известным со времён фильма «Чапаев» актёр Леонид Кмит. Одним из консультантов фильма был Командир Севастопольского краснознамённого дивизиона ПЛ капитан 1-го ранга Л. П. Хияйнен — впоследствии контр-адмирал, командующий подводными силами Тихоокеанского флота (1956—1960).
В натурных съёмках фильма принимали участие подводные лодки типа «Щ» V-бис: «С-201» («ПК-8») и «С-207» («ПК-2») Черноморского флота.

## Сюжет
Первые послевоенные годы. Советские подводники заняты боевой учёбой, выходят в открытое море. Этот факт привлёк внимание разведки одной из капиталистических стран. Спустя какое-то время одна из наших подводных лодок подрывается на мине и, потеряв ход и управление, ложится на грунт. Чётко выполняя приказы командира, экипаж принимается за ликвидацию повреждений…
Но незадолго до этих событий в районе учений появилась и действует другая подводная лодка…

## В ролях
| Актёр                | Роль                                       |
| -------------------- | ------------------------------------------ |
| Александр Гречаный   | мичман Тарас Фомич                         |
| Сергей Гурзо         | матрос-торпедист Павло Панычук             |
| Леонид Кмит          | начальник штаба                            |
| Караман Мгеладзе     | трюмный матрос Вахтанг Месхишвили          |
| Андрей Сова          | Сучков                                     |
| Николай Тимофеев     | Афанасий                                   |
| Вячеслав Тихонов     | торпедист матрос Володя Гриневский         |
| Аркадий Толбузин     | помощник командира капитан-лейтенант Орлов |
| Вероника Васильева   | жена Тараса Фомича Зина                    |
| Георгий Юматов       | кок матрос Куракин                         |
| Виктор Авдюшко       | водолаз Степан Матвеев                     |
| Элина Быстрицкая     | военврач Елена Георгиевна Алексеенко       |
| Виктор Добровольский | адмирал                                    |
| Лидия Драновская     | библиотекарь, возлюбленная Павло Шура      |
| Надежда Самсонова    | медсестра Маруся                           |
| Александр Баранов    | лейтенант                                  |
| Михаил Глузский      | мичман                                     |
| Сергей Петров        | иностранный атташе                         |

## Съёмочная группа
- Автор сценария: Иосиф Прут
- Режиссёр: Владимир Браун
- Оператор: Даниил Демуцкий, Михаил Чёрный
- Художник: Алексей Бобровников
- Композитор: Юлий Мейтус
- Директор картины: Леонид Корецкий

## Критика и награды
Сталинская премия III степени за 1952 год: Браун, Владимир Александрович, режиссёр; Чёрный, Михаил Кириллович, оператор подводных и комбинированных съёмок; Тимофеев Николай Дмитриевич, исполнитель роли капитан 3 ранга Ивана Петровича Афанасьева, Гречаный, Александр Васильевич, исполнитель роли мичмана Тараса Фомича Григоренко, — за цветную кинокартину «В мирные дни» (1950) производства Киевской киностудии.
По мнению Петра Багрова при создании фильма «В мирные дни» В. Браун повторил свой сюжетный ход своих "Моряков" (1939), т. е. человеческая тема преобладает в оборонном фильме. Здесь хотя формально сюжет закручен вокруг боевого корабля, ушедшего в учебное плавание и неожиданно наскочившего на мину, которую оставил недремлющий враг. Однако добрая половина картины посвящена именно «мирным дням». Здесь опытный Браун собрал подлинный актерский ансамбль (Сергей Гурзо, Вячеслав Тихонов, Николай Тимофеев, Аркадий Толбузин, Леонид Кмит, дебютантка Элина Быстрицкая, Лидия Драновская и др.), и кульминация сюжета настигала героев, находящихся в самом разгаре сложных и разнообразных взаимоотношений — максимально сложных для фильма периода малокартинья. Эта картина принесла режиссеру В. Брауну его единственную Сталинскую премию III степени (1952).